# Liste du patrimoine mondial en Israël
Cet article recense les sites inscrits par l'UNESCO au patrimoine mondial en Israël.

## Statistiques
Israël ratifie la Convention pour la protection du patrimoine mondial, culturel et naturel le 6 octobre 1999. Les premiers sites protégés sont inscrits en 2001.
En 2015, le pays compte neuf sites culturels inscrits par l'UNESCO.
Le pays a également soumis 18 sites à la liste indicative, 12 culturels, 1 naturel, 5 mixtes.

## Sites culturels inscrits à l'UNESCO

### Vieille ville de Jérusalem et ses remparts

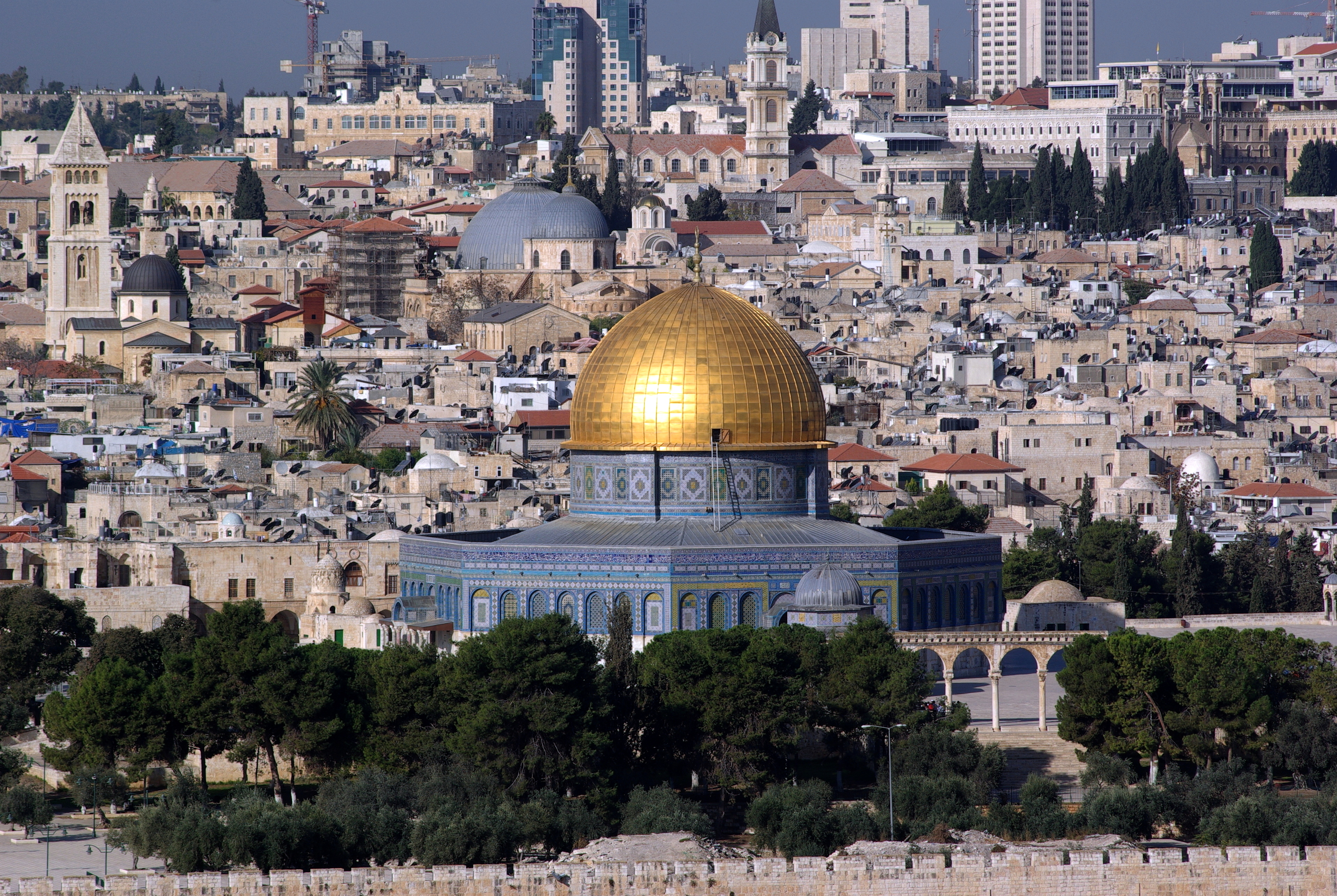

Site inscrit en 1981 (proposé par la Jordanie). Sur la liste du patrimoine mondial en péril depuis 1982.
« Ville sainte du judaïsme, du christianisme et de l'islam, Jérusalem a toujours eu une valeur symbolique. Parmi ses 220 monuments historiques, se détache le formidable Dôme du Rocher, construit au VIIe siècle et décoré de beaux motifs géométriques et floraux. Il est reconnu par les trois religions comme le lieu du sacrifice d'Abraham. Le mur des Lamentations sert de limite aux quartiers des différentes communautés religieuses, tandis que la Rotonde de la Résurrection abrite le tombeau du Christ. »
— UNESCO

### Massada

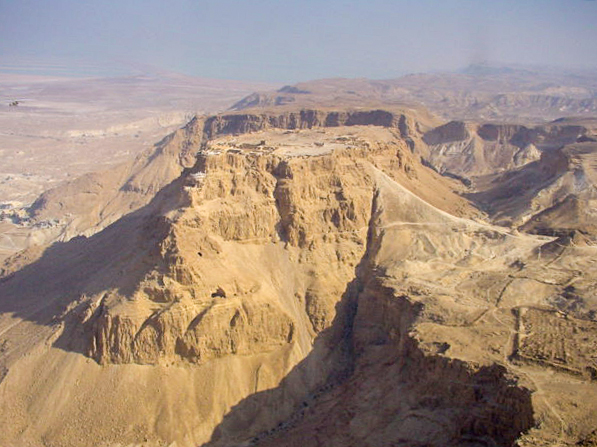

Site inscrit en 2001.
« Dressée sur un éperon rocheux, Massada est une forteresse naturelle d'une beauté majestueuse qui domine la mer Morte en plein désert de Judée. Symbole de l'ancien royaume d'Israël et de sa destruction brutale, elle fut la dernière poche de résistance des patriotes juifs face à l'armée romaine, en 73 de notre ère. Ce palais-forteresse fut construit dans le style classique du début de l'Empire romain par Hérode le Grand, roi de Judée, qui régna de 37 à 4 av. J.-C. Les camps militaires, les fortifications et la rampe d'assaut qui entourent le monument sont l'exemple le plus complet de travaux de siège de l'époque romaine conservés jusqu'à ce jour. »
— UNESCO

### Vieille ville d'Acre

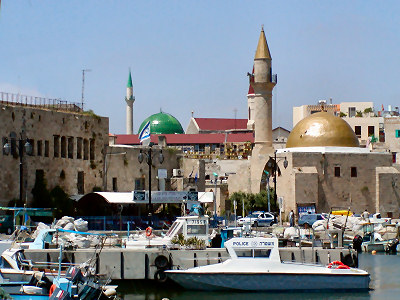

Site inscrit en 2001.
« Acre est une ville portuaire fortifiée historique où les établissements humains se sont succédé sans interruption depuis l'époque phénicienne. La cité actuelle est caractéristique des villes fortifiées ottomanes des XVIIIe et XIXe siècles, avec sa citadelle, ses mosquées, ses khans (caravansérails) et ses bains publics. Les vestiges de la ville des Croisés, qui datent de 1104 à 1291, sont pratiquement intacts, tant en sous-sol qu'en surface, donnant une image exceptionnelle de ce qu'étaient l'organisation de l'espace urbain et les structures de la capitale du royaume des Croisés de Jérusalem, au Moyen Âge. »
— UNESCO

### Ville blanche de Tel-Aviv – le mouvement moderne

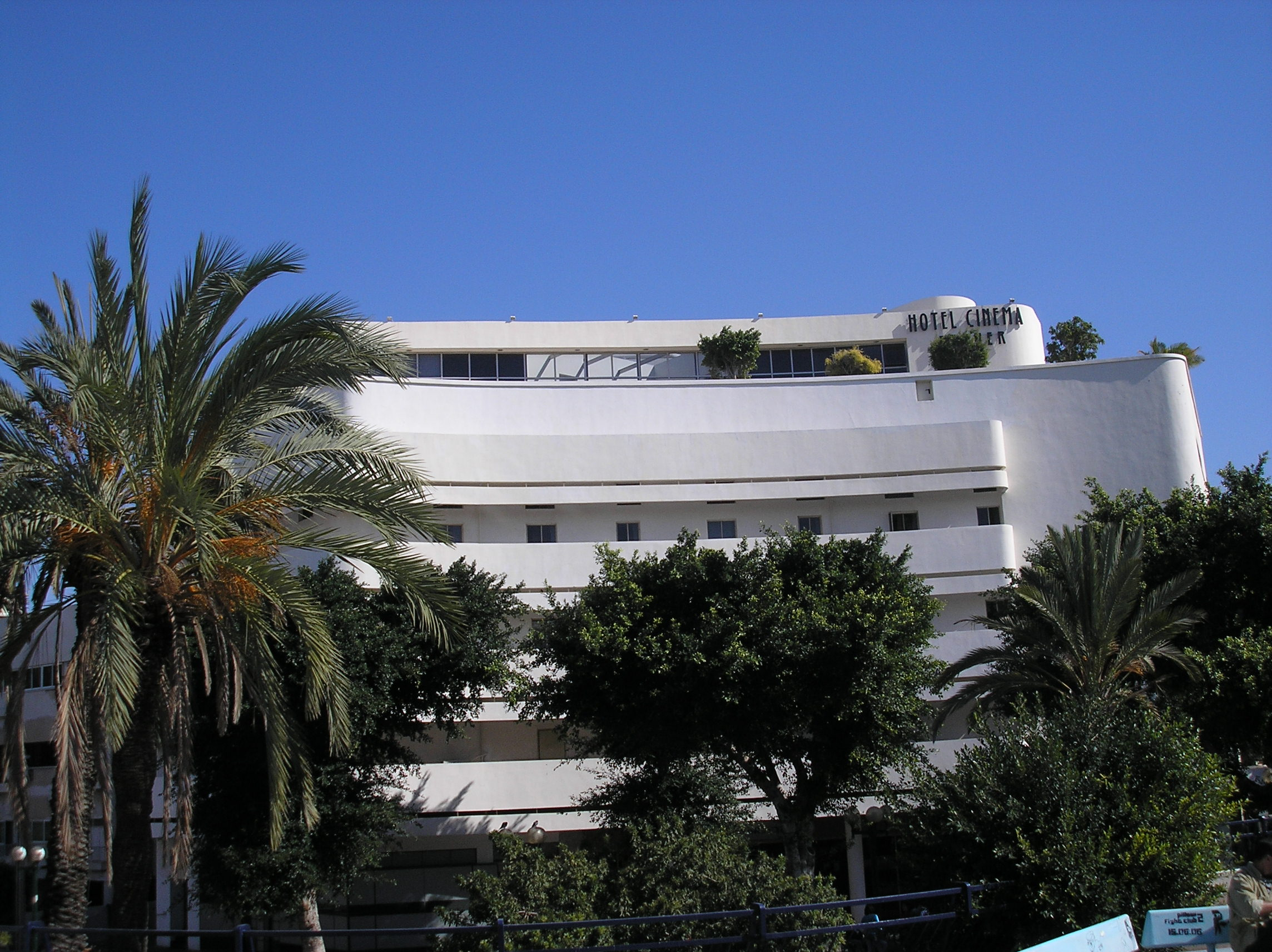

Site inscrit en 2003.
« Tel-Aviv fut fondée en 1909 et s’est développée comme une ville métropolitaine sous le mandat britannique en Palestine. La ville blanche fut construite à partir du début des années 1930 et jusqu’aux années 1950, selon le plan d’urbanisme de sir Patrick Geddes, reflétant les principes de l’urbanisme organique moderne. Les bâtiments furent conçus par des architectes qui avaient immigré après avoir été formés dans divers pays d’Europe et y avoir exercé leur profession. Dans ce lieu et ce nouveau contexte culturel, ils réalisèrent un ensemble exceptionnel d’architecture du mouvement moderne. »
— UNESCO

### Route de l'encens – Villes du désert du Néguev

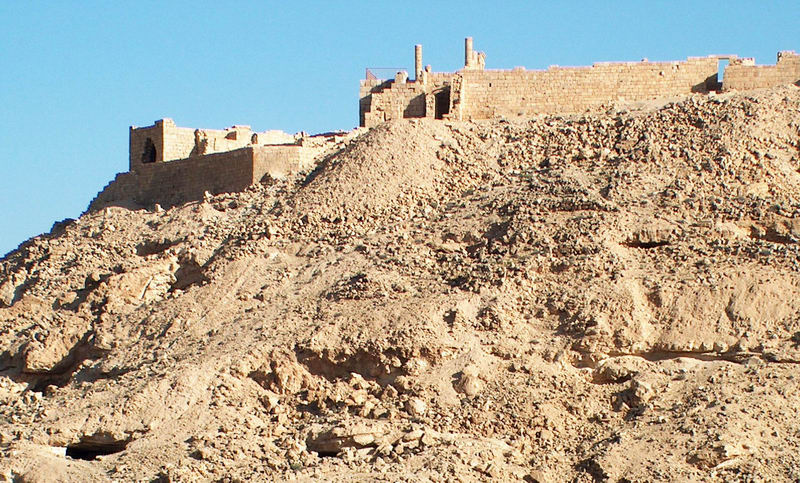

Sites inscrits en 2005.
« Dans le désert du Néguev, les quatre anciennes villes nabatéennes d’Avdat, Haluza, Mamshit et Shivta, ainsi qu’une série de forteresses et de paysages agricoles, jalonnaient la route par laquelle transitaient l’encens et les épices. Tous ces sites constituent un témoignage du commerce extrêmement rentable de l’encens et de la myrrhe, entre le sud de la péninsule Arabique et la Méditerranée, qui prospéra du IIIe siècle av. J.-C. au IIe siècle apr. J.-C. Leurs vestiges de systèmes d’irrigation extrêmement perfectionnés, de constructions urbaines, de fortins et de caravansérails, témoignent de la façon dont ce désert inhospitalier fut colonisé pour le commerce et l’agriculture. »
— UNESCO

### Tels bibliques – Megiddo, Hazor, Beer-Sheva

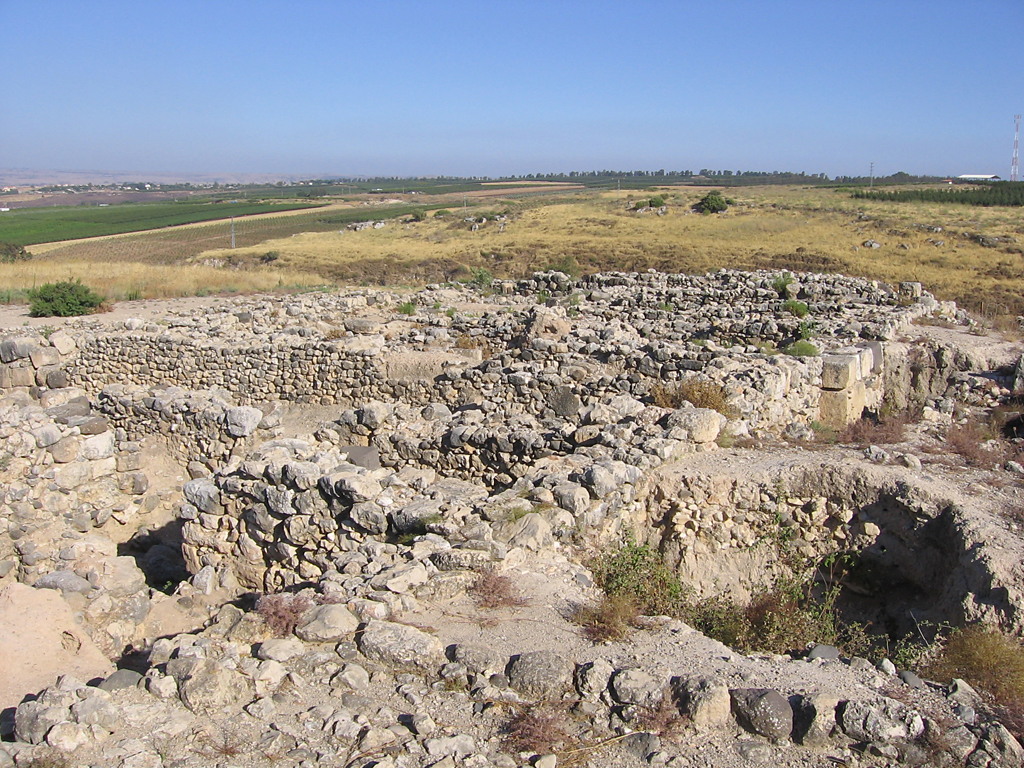

Sites inscrits en 2005.
« Les tels, des tertres préhistoriques de peuplement, sont caractéristiques des plaines de la Méditerranée orientale, notamment du Liban, de la Syrie, d’Israël et de l’est de la Turquie. Sur plus de 200 tels en Israël, Megiddo, Hazor et Beer-Sheva sont représentatifs de ceux qui abritent d’importants vestiges de cités aux liens bibliques. Ces trois tels présentent également quelques-uns des plus beaux exemples de systèmes d’adduction d’eaux souterraines dans le Levant, datant de l’âge du fer, très élaborés et créés pour desservir de denses communautés urbaines. Les traces de leur construction au cours des millénaires reflètent l’existence d’une autorité centralisée, d’une agriculture prospère et du contrôle de routes commerciales importantes. »
— UNESCO

### Lieux saints baha’is à Haïfa et en Galilée occidentale

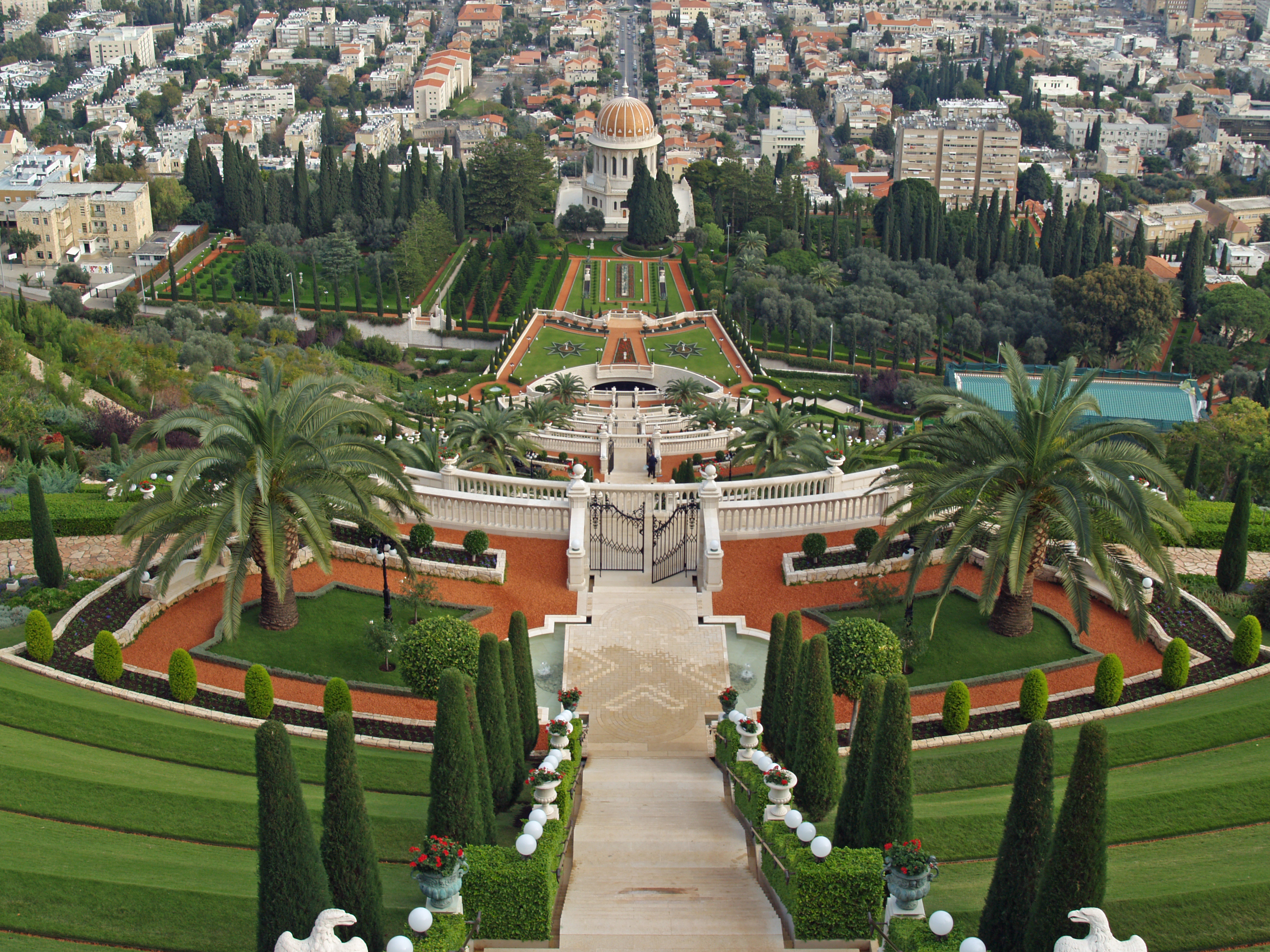

Sites inscrits en 2008.
« Les lieux saints baha’is, à Haïfa et en Galilée occidentale, sont inscrits en raison de leur profonde signification spirituelle et de leur importance dans la grande tradition de pèlerinage de la foi baha’ie. Le bien comprend les deux lieux les plus sacrés de la religion baha’ie, car associés à ses pères fondateurs : le mausolée de Bahá’u’lláh à Acre et le mausolée de Báb à Haïfa, avec leurs jardins environnants et les monuments et bâtiments associés. Ces deux temples font partie d’un ensemble plus vaste de bâtiments, monuments et sites répartis en sept différents points de Haïfa et de Galilée occidentale et font partie intégrante du pèlerinage baha’i. »
— UNESCO

### Sites de l’évolution humaine du mont Carmel: les grottes de Nahal Me’arot / Wadi el-Mughara

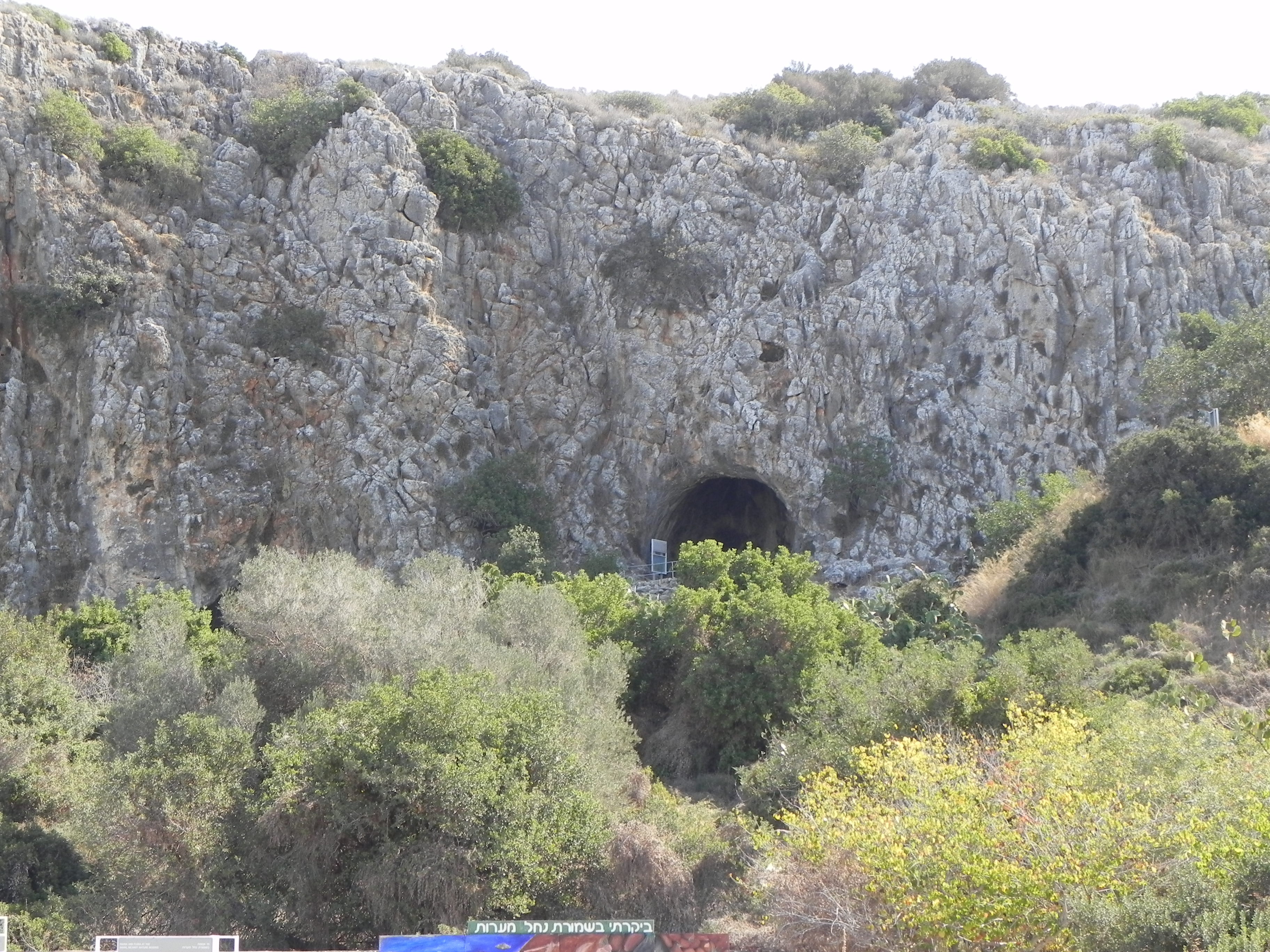

Sites inscrits en 2012.
« Situé sur le versant occidental du mont Carmel, ce bien comprend les grottes de Taboun, Jamal, el-Wad et Skhul. Quatre-vingt-dix années de recherche archéologique ont mis au jour une séquence culturelle, d’une durée sans équivalent, offrant des archives sur les origines humaines en Asie du sud-ouest. Ce bien de 54 ha contient des gisements culturels représentant au moins 500 000 ans d’évolution humaine, seul complexe connu contenant tout à la fois des restes d’hommes de Néandertal et des premiers humains anatomiquement modernes dans un même ensemble culturel du Paléolithique moyen, le Moustérien. Des témoignages des pratiques funéraires natoufiennes et des premières manifestations de l’architecture en pierre illustrent la transition d’un mode de vie de type chasseur-cueilleur vers l’agriculture et l’élevage. À ce titre, les grottes sont devenues un site essentiel du cadre chrono-stratigraphique de l’évolution humaine en général et de la préhistoire du Levant en particulier. »
— UNESCO

### Les grottes de Maresha et de Bet-Guvrin en basse Judée, un microcosme du pays des grottes

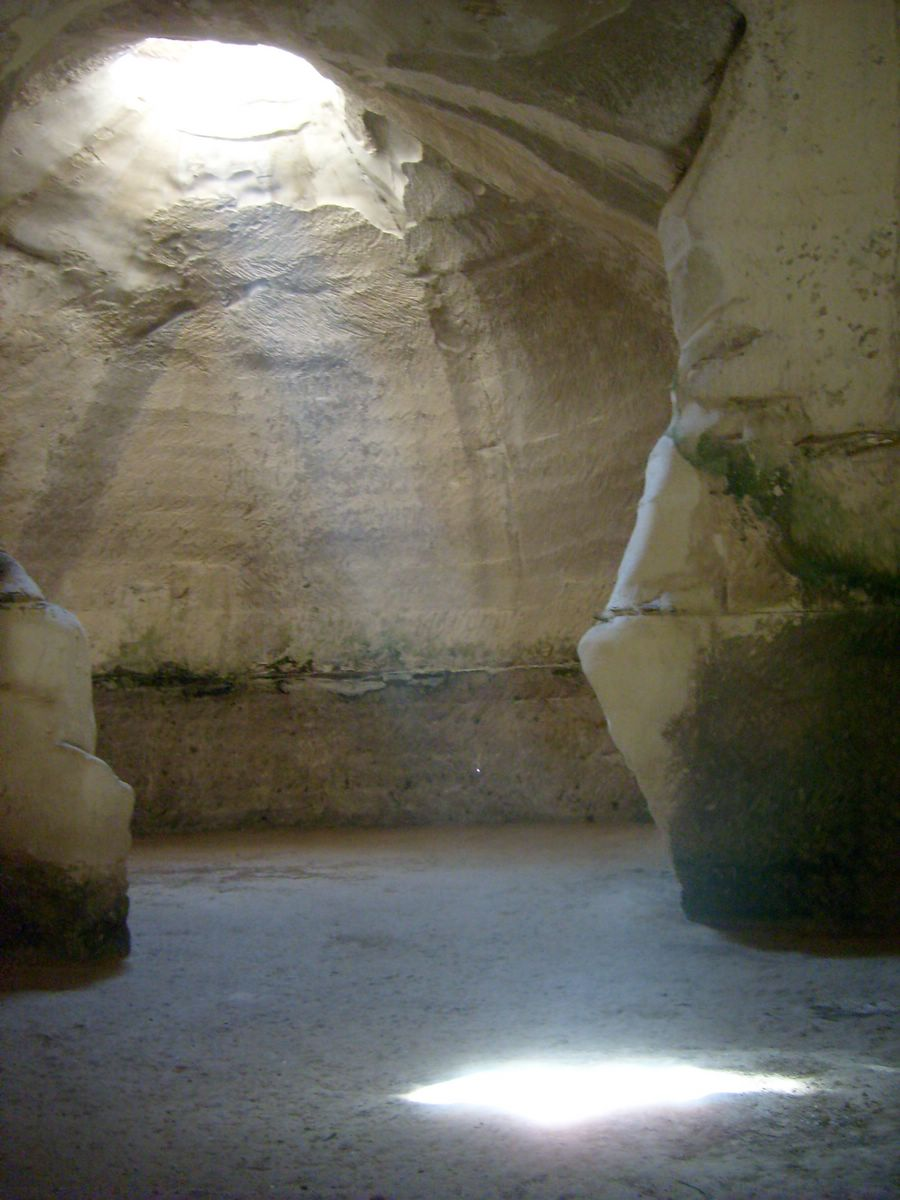

Site inscrit en 2014.
« Le site archéologique comprend quelque 3 500 chambres souterraines réparties en districts distincts creusés dans un sous-sol de calcaire crayeux épais et homogène en Basse Judée, sous les anciennes villes de Maresha et Bet Guvrin. Situé au carrefour des routes de commerce de Mésopotamie et d’Égypte, le site témoigne de la mosaïque de cultures de la région et de leur évolution sur plus de 2000 ans, du VIIIe siècle av. J.-C., lorsque Maresha – la plus ancienne des deux villes – fut construite, jusqu’à l’époque des Croisés. Ces caves servaient de citernes, de moulin à huile, de bains, de colombiers, d’étable, de lieux de culte, d’abris pour les périodes de troubles et, à la périphérie des villes, de zones funéraires. Certaines des chambres les plus vastes présentent des voutes en arche et leur piliers de soutènement. »
— UNESCO

### Nécropole de Bet She’arim – Un haut lieu du renouveau juif

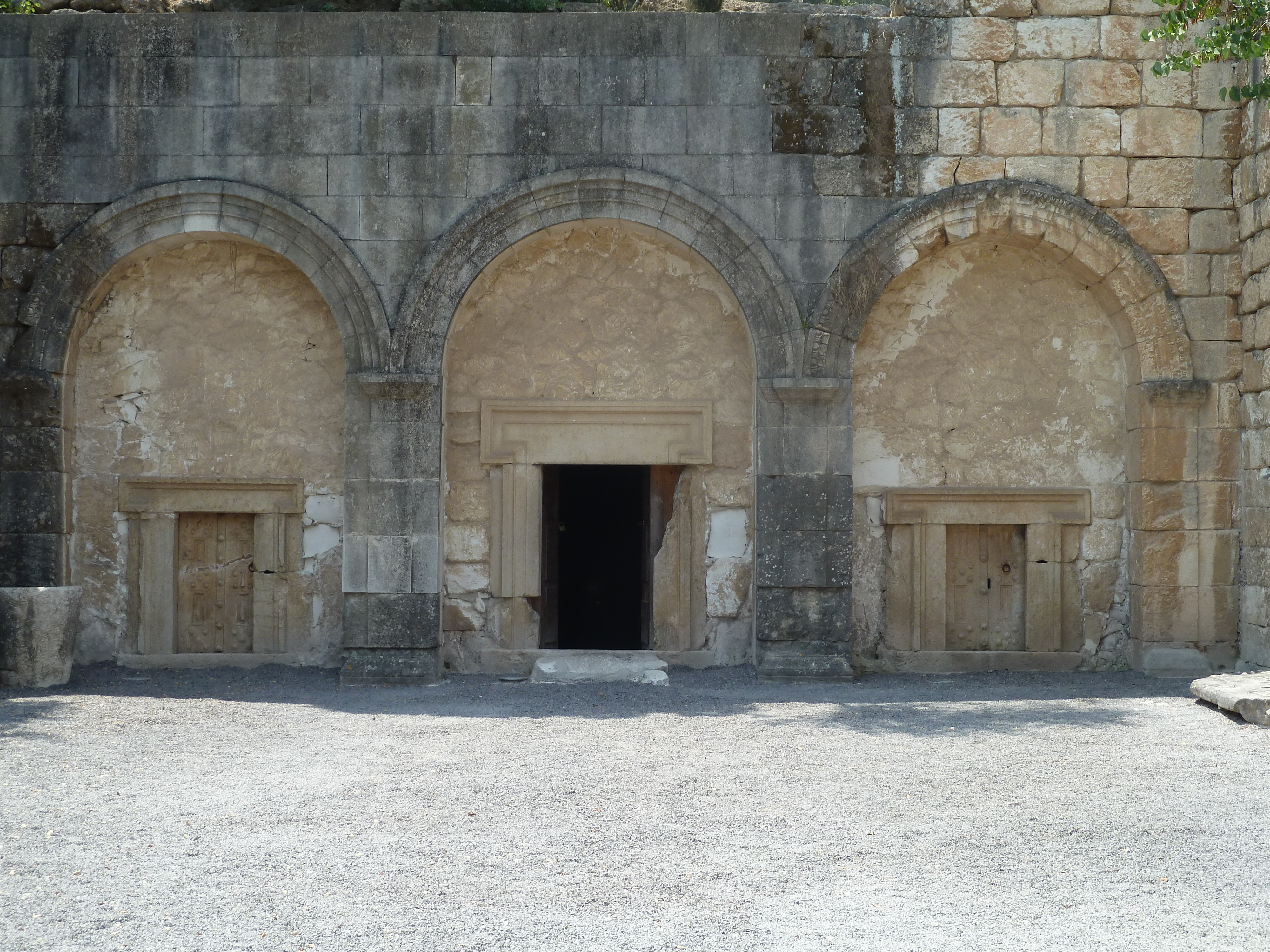

Site inscrit en 2015.
« Cette nécropole, composée d’une série de catacombes, s’est développée à partir du IIe siècle apr. J.-C. en tant que principal lieu de sépulture juif en dehors de Jérusalem, après l’échec de la deuxième révolte juive contre la domination romaine. Situées au sud-est d’Haïfa, ces catacombes constituent un trésor d’œuvres d’art et d’inscriptions en grec, araméen et hébreu. Il s’agit d’un témoignage unique sur le judaïsme ancien sous la direction de Rabbi Juda le Patriarche, auquel est attribué le renouveau juif après l’an 135 apr. J.-C. »
— UNESCO

## Sites soumis à la liste indicative
L'inscription sur cette liste est la première étape de toute candidature.
- Premières synagogues de Galilée (patrimoine culturel)
- Voyages de Jésus et des apôtres en Galilée (patrimoine culturel)
- Khirbat al-Minya ou Hurvat Minim (patrimoine culturel)
- Degania et Nahalal (patrimoine culturel)
- Beït Shéan (patrimoine culturel)
- Césarée (patrimoine culturel)
- Mosquée Blanche de Ramla (patrimoine culturel)
- Har Karkom (patrimoine culturel)
- Les forteresses croisées (patrimoine culturel)
- Jérusalem (extension du site Vieille ville de Jérusalem et ses remparts) (patrimoine culturel)
- Village d'Ein Karem et son paysage culturel (patrimoine culturel)
- Lifta (Mey Naftoah) – village traditionnel de montagne (patrimoine culturel)
- Vallée du Grand Rift - voies migratoires - la Houla (patrimoine naturel)
- Triple pont sur le Dan et sources du Jourdain (patrimoine naturel et culturel)
- Mer de Galilée et ses sites anciens (patrimoine naturel et culturel)
- Arbel (Arbel, Nebe Shueb, Karnei Hittim) (patrimoine naturel et culturel)
- Timna (patrimoine naturel et culturel)
- Région des Makhteshim (patrimoine naturel et culturel)